# 소르빈산 칼륨
소르빈산 칼륨(Potassium sorbate)은 소르브산의 칼륨염으로, 화학식 CH3CH=CH−CH=CH−CO2K이다. 물에 잘 녹는 백색 소금이다(20 °C에서 58.2%). 주로 식품 방부제(E 번호 202)로 사용된다. 소르빈산 칼륨은 식품, 와인, 개인 위생 제품을 포함한 다양한 응용 분야에 효과적이다. 소르빈산은 마가목 열매와 히포파에 열매에서 자연적으로 발생하지만 소르브산칼륨이 파생되는 전 세계 공급량의 사실상 모두는 합성 방식으로 제조된다.

## 생산
소르빈산칼륨은 소르브산을 수산화칼륨으로 중화하여 산업적으로 생산된다. 전구체 소르브산은 크로톤알데히드와 케텐의 축합을 통해 2단계 공정으로 생산된다.

## 같이 보기
- 벤조산 나트륨